# جن‌گیری در اسلام

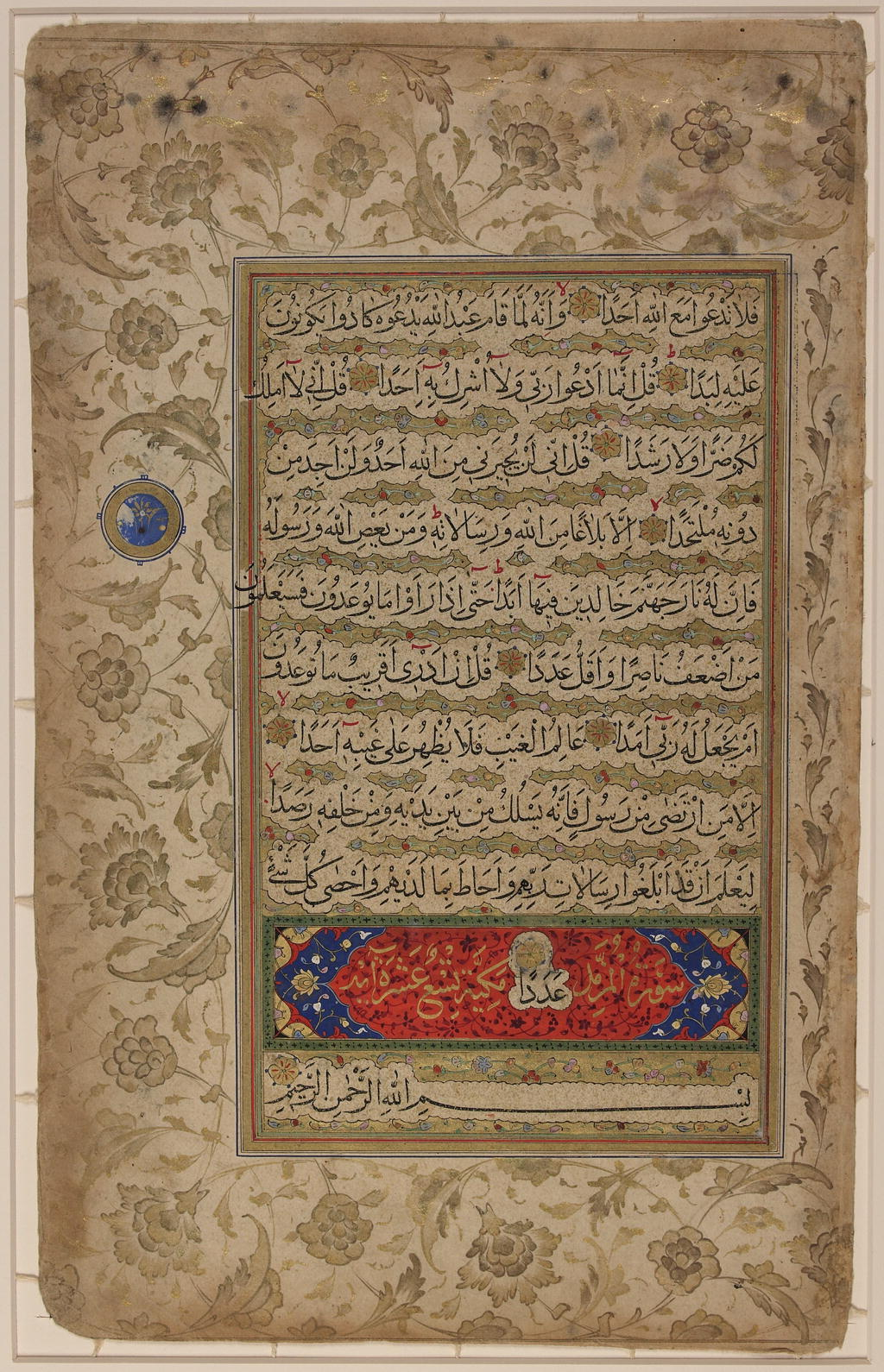
سوره جن در قرآن

جن‌گیری در اسلام که در عربی به نام رقیه (به عربی: رقیة) شناخته می‌شود، آسیب‌های جن زدگی، جادوگری یا چشم بد برطرف می‌کند. امروزه جن‌گیری بخشی از بخش وسیع تری از طب اسلامی معاصر است که با عنوان پزشکی پیامبر (الطب النبی) شناخته می‌شود.